# 豐達山
豐達山（英語：Mount Fonda）是南極洲的山峰，位於瑪麗伯德地，處於格里格爾峰以南11公里，屬於福特山脈中史旺森山脈的一部分，海拔高度695米，現時由南極條約體系管理。